# Małgorzata pomorska (1553–1581)
Małgorzata (ur. 1 marca 1553, zm. 5 września 1581 w Ratzeburgu) – księżniczka wołogoska, księżna sasko-lauenburska, córka Filipa I z dynastii Gryfitów.

## Życiorys
Była ósmym w kolejności znanym dzieckiem i średnią córką Filipa I, księcia wołogoskiego oraz Marii, elektorówny saskiej. Imię otrzymała po babce matczynej Małgorzacie, księżniczce anhalckiej lub po siostrze ojca Małgorzacie
W latach 1569–1572 toczyły się rozmowy w sprawie wydania młodej księżniczki za mąż za króla duńskiego Fryderyka II. Nie zakończyły się one małżeństwem, w związku z czym podjęto próbę wyswatania jej wpierw w grudniu 1573, z księciem wirtemberskim Ludwikiem, a następnie z księciem sasko-lauenburskim Franciszkiem II. Po długich rokowaniach, 26 grudnia 1574 doszło w końcu do ślubu z tym ostatnim.
Małgorzata zmarła w połogu 5 września 1581 w Ratzeburgu i została pochowana w tamtejszym kościele katedralnym.

## Genealogia
| Jerzy I pomorski ur. 11 IV 1493 zm. na przeł. 9/10 V 1531 | Jerzy I pomorski ur. 11 IV 1493 zm. na przeł. 9/10 V 1531 |                                                     |                                                     | Amelia reńska ur. 25 VII 1490 zm. 6 I 1525 | Amelia reńska ur. 25 VII 1490 zm. 6 I 1525 |  |  | Jan ur. ? zm. ? | Jan ur. ? zm. ? |                                                   |                                                   | Małgorzata (Anhalt) ur. ? zm. ? | Małgorzata (Anhalt) ur. ? zm. ? |
|                                                           |                                                           |                                                     |                                                     |                                            |                                            |  |  |                 |                 |                                                   |                                                   |                                 |                                 |
|                                                           |                                                           |                                                     |                                                     |                                            |                                            |  |  |                 |                 |                                                   |                                                   |                                 |                                 |
|                                                           |                                                           | Filip I wołogoski ur. 14/15 VII 1515 zm. 14 II 1560 | Filip I wołogoski ur. 14/15 VII 1515 zm. 14 II 1560 |                                            |                                            |  |  |                 |                 | Maria saska ur. 15 XII 1516 zm. w okr. 5–7 I 1583 | Maria saska ur. 15 XII 1516 zm. w okr. 5–7 I 1583 |                                 |                                 |
|                                                           |                                                           |                                                     |                                                     |                                            |                                            |  |  |                 |                 |                                                   |                                                   |                                 |                                 |
|                                                           |                                                           |                                                     |                                                     |                                            |                                            |  |  |                 |                 |                                                   |                                                   |                                 |                                 |
|                                                           |                                                           |                                                     |                                                     |                                            |                                            |  |  |                 |                 |                                                   |                                                   |                                 |                                 |

|  |  |  |  | Małgorzata (ur. 19 III 1553, zm. 5 IX 1581) |